# Küste der Piraten
Küste der Piraten (Originaltitel: I pirati della costa) ist ein italienischer Piratenfilm aus dem Jahr 1960. Hauptdarsteller ist Lex Barker. Erstaufführung im deutschen Sprachraum war am 17. März 1961. Die Fernsehausstrahlung wurde als Piraten der Küste gezeigt.

## Handlung
Kapitän Luis de Monterey wird beschuldigt, zu den berüchtigten Küstenpiraten zu gehören und wird zu Zwangsarbeit verurteilt. Auf dem Weg ins Gefangenenlager kann er sich an die Spitze einer Meuterei setzen und mit den anderen Verurteilten ins Piratennest Tortuga fliehen. Er wird zu einem bekannten Abenteurer und Pirat. Als der Krieg zwischen England und Spanien auch die Piraten erreicht, entscheiden sich alle Männer für Spanien – allein der verräterische Olonese hat den Plan, das Schiff von Monterey an die Briten zu übergeben und den Stützpunkt zu verraten. Luis de Monterey kann dieses Vorhaben verhindern.

## Kritiken
Das „recht aufwendig gestaltete(...) Seeabenteuer“ „spinnt sein farbenprächtiges Seemannsgarn, wobei die Versatzstücke des Genres über Gebühr zitiert werden“. Das wenig anspruchsvolle Werk sei kein Vorzeigeprojekt für seinen Regisseur, dem die Konventionalität der Inszenierung vorgeworfen wurde, die fast bis ins Lächerliche reiche.

## Trivia
Die Außenaufnahmen wurden am Gardasee und die Atelieraufnahmen in den Titanus-Studios in Rom gedreht.